# Сантарканђело ди Ромања
Сантарканђело ди Ромања (итал. Santarcangelo di Romagna) је насеље у Италији у округу Римини, региону Емилија-Ромања.
Према процени из 2011. у насељу је живело 10934 становника. Насеље се налази на надморској висини од 42 м.

## Становништво
Према резултатима пописа становништва 2011. у општини је живело 20.839 становника.
| 1931.  | 1936.  | 1951.  | 1961.  | 1971.  | 1981.  | 1991.  | 2001.  | 2011.  |
| ------ | ------ | ------ | ------ | ------ | ------ | ------ | ------ | ------ |
| 11.598 | 11.668 | 12.525 | 13.426 | 14.708 | 15.974 | 17.286 | 18.943 | 20.839 |